# ماتلی (مینه‌سوتا)
ماتلی، مینه‌سوتا (به انگلیسی: Motley, Minnesota) یک شهر در ایالات متحده آمریکا است که در مینه‌سوتا واقع شده‌است.

## خصوصیات
ماتلی ۳٫۵۷ کیلومترمربع مساحت و ۶۷۱ نفر جمعیت دارد و ۳۷۵ متر بالاتر از سطح دریا واقع شده‌است.